# Tất toán vàng
Tất toán vàng là yêu cầu của Ngân hàng nhà nước buộc các ngân hàng thương mại phải tất toán các tài khoản gửi vàng tại ngân hàng của mình. NHNN đã tiến hàng bán đấu thầu hàng chục tấn vàng cho các NHTM để tất toán.
Tại Hội nghị giao ban trực tuyến ngày 27/6, Thủ tướng Nguyễn Tấn Dũng yêu cầu đúng hạn 30/6, các ngân hàng phải tất toán tài khoản và không gia hạn cho bất kỳ trường hợp nào.
Vào thời điểm bắt đầu lộ trình tất toán, tổng dư nợ của các ngân hàng lên tới hơn 160 tấn. Để hỗ trợ các đơn vị đóng trạng thái đúng lộ trình, Ngân hàng Nhà nước tăng cung thông qua các phiên đấu thầu. Sau 36 phiên, Ngân hàng Nhà nước đã tung ra thị trường 917.000 lượng, tương đương 35,3 tấn.
1. ↑  "Ngân hàng chạy nước rút tất toán dư nợ vàng - VnExpress Kinh doanh". VnExpress - Tin nhanh Việt Nam. Truy cập ngày 3 tháng 5 năm 2015.
2. ↑  "'Không ngân hàng nào được gia hạn tất toán vàng' - VnExpress Kinh doanh". VnExpress - Tin nhanh Việt Nam. Truy cập ngày 3 tháng 5 năm 2015.